# Dació
La dació, que no és una donació, és una fórmula prevista a la Llei del Patrimoni Històric espanyol de 1985 que permet als contribuents pagar els impostos a través d'obres d'art amb un valor històric i artístic reconegut.
A partir de l'any 2002 tots els tributs, tant estatals com autonòmics i locals, es poden pagar a través d'aquesta fórmula. A Catalunya, és la Junta de Qualificació, Valoració i Exportació de Béns del Patrimoni Cultural l'encarregada de valorar les peces que s'ofereixen als museus públics catalans.

## Exemples
L'ús de les dacions com a forma de pagament dels tributs és una pràctica poc habitual. No obstant això, hi ha hagut diversos casos: 
- La família Colomer-Munmany va abonar determinats impostos a l'administració catalana fent una dació de diferents objectes relacionats amb el treball de la pell. En concret, la Generalitat va rebre cordovans i guadamassils de notable interès històric que avui formen part de la col·lecció Andreu Colomer Munmany que s'exhibeix al Museu de l'Art de la Pell de Vic.[2]

- Els germans Sagarra-Trias també van complir amb les seves obligacions tributàries a través d'una dació. En aquest cas, la generalitat va incorporar al seu catàleg de patrimoni cultural part d'un retaule atribuït al mestre Girard que consta de quatre compartiments i que data de finals del segle xv.[2]

- El juny de 2006, el MNAC va rebre en dipòsit de la Generalitat de Catalunya quatre peces de l'arquitecte modernista Josep Maria Jujol, cedides com a pagament de part de l'impost de successions, de competència autonòmica. Aquestes obres estan exposades a la col·lecció permanent d'Art Modern.[1]